# Tarbaj
Tarbaj är en kulle i Kenya.   Den ligger i länet Wajir, i den nordöstra delen av landet, 500 km nordost om huvudstaden Nairobi. Toppen på Tarbaj är 516 meter över havet, eller 92 meter över den omgivande terrängen. Bredden vid basen är 2,6 km.
Terrängen runt Tarbaj är huvudsakligen platt. Runt Tarbaj är det glesbefolkat, med 14 invånare per kvadratkilometer. Omgivningarna runt Tarbaj är i huvudsak ett öppet busklandskap.